# 二見秋三郎
二見 秋三郎（ふたみ あきさぶろう、1895年（明治28年）1月3日 - 1987年（昭和62年）3月10日）は、日本の陸軍軍人。最終階級は陸軍少将。

## 経歴
神奈川県出身。地主・二見元次郎の二男として生まれる。横浜第一中学校（現神奈川県立希望ヶ丘高等学校）、陸軍中央幼年学校予科、中央幼年学校本科を経て、1916年（大正5年）5月、陸軍士官学校（28期）を卒業。同年12月、歩兵少尉に任官し歩兵第4連隊付となる。1918年（大正7年）3月から1920年（大正9年）10月までシベリア出兵に出征した。1925年（大正14年）11月、陸軍大学校（37期）を卒業した。
1926年（大正15年）12月、参謀本部付勤務となる。以後、参謀本部員、第3師団参謀、参謀本部員、歩兵第79連隊大隊長、参謀本部員（動員班）などを務め、1936年（昭和11年）3月、歩兵中佐に昇進。1937年（昭和12年）8月、兵科を航空兵に転じ航空兵中佐となる。1938年（昭和13年）3月、航空兵大佐に進み参謀本部付となる。
1938年（昭和13年）月、朝鮮軍参謀に就任し、張鼓峰事件の対応に当たった。1940年（昭和15年）8月、第11軍参謀に転じ日中戦争に出征。同年5月、同軍参謀副長に就任し、1941年（昭和16年）10月、陸軍少将に進級。1942年（昭和17年）1月、東部軍司令部付に転じて帰国した。
同年5月、二見は第17軍参謀長に発令され太平洋戦争に出征。第十七軍はポートモレスビー攻略のため、ポートモレスビー作戦を開始しようとしていた。
同年7月14日、日本海軍は第八艦隊（司令長官三川軍一海軍中将、参謀長大西新蔵海軍少将、先任参謀神重徳海軍大佐ほか）を新編し、第八艦隊は7月30日ニューブリテン島ラバウルに到着した。作戦参謀大前敏一海軍中佐によれば、第十七軍と作戦協定を結んだときに二見参謀長は「米軍は熱帯のジャングル戦には慣れていないから、上陸してくれたらむしろチャンスだ。必ず撃滅してみせる」と語っていたという。三川長官も日本陸軍の意気込みに頼もしさを抱いていた。
直後の8月7日、連合国軍はガダルカナル島に来攻してガダルカナル島の戦いがはじまる。二見参謀長は十分な兵力と弾薬・糧食の補給なしの作戦発動を控えるべきとの意見を表明していたため更迭された。大本営陸軍部参謀辻政信中佐は「二見参謀長は病気のため宮崎周一少将とその職を交代した」と回想している。9月29日に内報をうけた宮崎少将は大本営陸軍部より事情を説明されている。宮崎少将は10月6日にラバウル到着、翌7日になり二見少将は宮崎少将に事情を語っている。10月10日、二見少将はラバウルを離れた。
1942年10月、東部軍司令部付となり、同年12月1日に予備役編入と同時に召集され羅津要塞司令官に発令された。1945年（昭和20年）4月、独立混成第107旅団長（第16方面軍）に転じて帰国し、同年7月、第154師団長心得となり宮崎県で本土決戦に備える中で終戦を迎えた。同年9月に召集解除となった。
1947年（昭和22年）11月28日、公職追放仮指定を受けた。

## 親族
- 義父 長谷川国太郎（陸軍少将）[1]
- 義弟 長谷川寿雄（陸軍中佐）[1]
- 娘婿 平林克巳（陸軍少佐）[1]